# Agathyrna
Agathyrna was een kuststad aan de noordkust van het Italiaanse eiland Sicilië tijdens de Klassieke Oudheid. Het was een stad in Magna Graecia en later in de Romeinse provincie Sicilia. Meest waarschijnlijk bevond het zich op het grondgebied van de gemeente Capo d'Orlando. 

## Naam

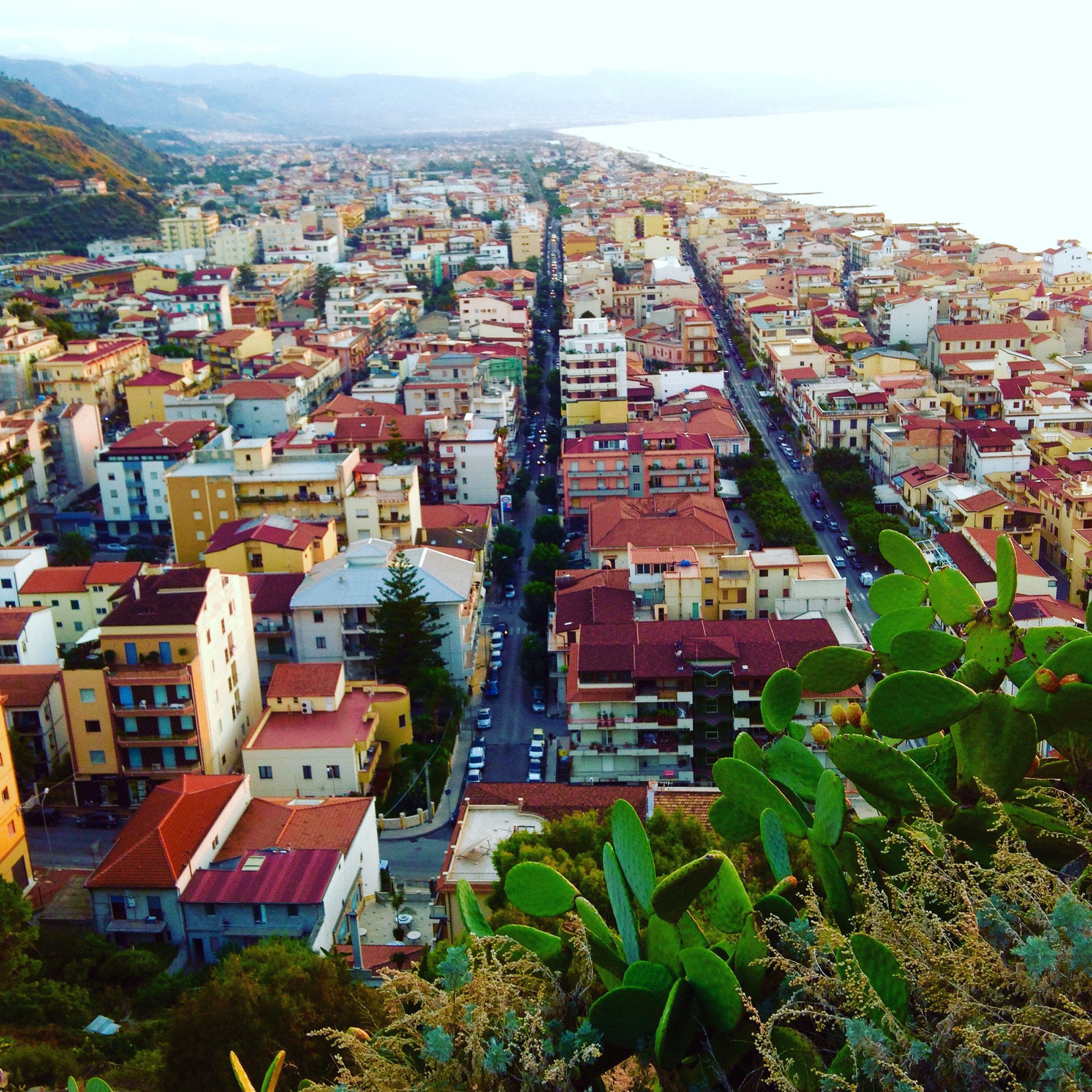
Capo d'Orlando, Sicilië

De naam in het Oudgrieks was Agathyrna Ἀγάθυρνα of later, inbegrepen in het Byzantijnse Rijk Agathyrnon Ἀγαθύρνον. De Romeinen spraken zowel van Agathyrna, zoals Titus Livius, of van Agathyrnum, zoals Plinius de Oudere.

## Historiek
Diodoros van Sicilië – Sicilië was deel van Magna Graecia – meende dat de oorsprong van de naam lag bij ene Agathyrnus, die een zoon van Aeolus was. Agathyrnus zou aan de noordkust van Sicilië geleefd hebben. De oorsprong van de stad is hetzij Grieks hetzij nog ouder van de tijd der Sicelen, een volk dat deels Sicilië bevolkte voor de komst van Griekse kolonisten.
Na de Eerste Punische Oorlog was Sicilië, ten gevolge van de Vrede van Lutatius, schatplichtig aan Rome. In Agathyrna, zoals op nog andere plekken, verzamelden zich nadien bendes van rovers, vrijbuiters en plunderaars. Titus Livius schreef in Ab urbe condita dat tijdens de Tweede Punische Oorlog de stad Agathyrna het hoofdkwartier werd van deze bendes. In het jaar 210 v.Chr. maakte consul Marcus Valerius Laevinus er een eind aan. Hij versleepte vierduizend rovers uit Agathyrna naar Rhegium, zo verhaalde Titus Livius.
In de Romeinse provincie Sicilia had Agathyrna geen stadsrechten, in tegenstelling tot andere steden op Sicilië. Dit wordt verklaard door een verleden als roversnest.
Cicero besteedde geen woord aan Agathyrna, terwijl de historicus Strabo dat wel deed.

## Situering
De lokalisatie van Agathyrna is een onderwerp van discussie. Wat zeker is, is dat het aan de kust lag tussen Caronia in het westen, ook Calacte genoemd, en Tindari in het oosten, ook Tyndaris genoemd. De discussie slaat op de mijlen afstand tussen beide kuststeden. De bronnen bij Strabo, het Itinerarium Antonini en de Tabula Peutingeriana geven niet dezelfde afstanden tot deze twee referentiesteden. Derhalve doen ze Agathyrna situeren aan de kustlijn van Acquedolci, Sant'Agata di Militello of Capo d'Orlando. Op basis van de opzoekingen van de 16e-eeuwse priester en historicus Tommaso Fazello volgde de aanname dat Agathyrna in de gemeente Capo d’Orlando moet gelegen hebben.